# Vicia assyriaca
Vicia assyriaca är en ärtväxtart som beskrevs av Pierre Edmond Boissier. Vicia assyriaca ingår i släktet vickrar, och familjen ärtväxter. Inga underarter finns listade i Catalogue of Life.